# Huile d'olive de la vallée des Baux-de-Provence
 (mars 2023).
Si vous disposez d'ouvrages ou d'articles de référence ou si vous connaissez des sites web de qualité traitant du thème abordé ici, merci de compléter l'article en donnant les références utiles à sa vérifiabilité et en les liant à la section « Notes et références ».
L'huile d'olive de la vallée des Baux-de-Provence  est protégée par une appellation d'origine protégée (AOP) depuis un décret pris par l'INAO le 27 août 1997 et paru au Journal officiel n° 199 le 28 août 1997. Elle est produite dans les environs des Baux-de-Provence et des Alpilles, dans le nord du département des Bouches-du-Rhône en France.

## L'appellation Huiles et Olives de la Vallée des Baux-de-Provence
La zone de production s'étend sur les communes d'Aureille, Les Baux-de-Provence, Eygalières, Eyguières, Fontvieille, Lamanon, Maussane-les-Alpilles, Mas-Blanc-des-Alpilles, Mouriès, Paradou, Saint-Martin-de-Crau, Orgon, Saint-Étienne-du-Grès, Saint-Rémy-de-Provence, et Tarascon. 

Les variétés principales sont salonenque, aglandau, grossane, verdale. Deux variétés principales sont obligatoirement présentes.

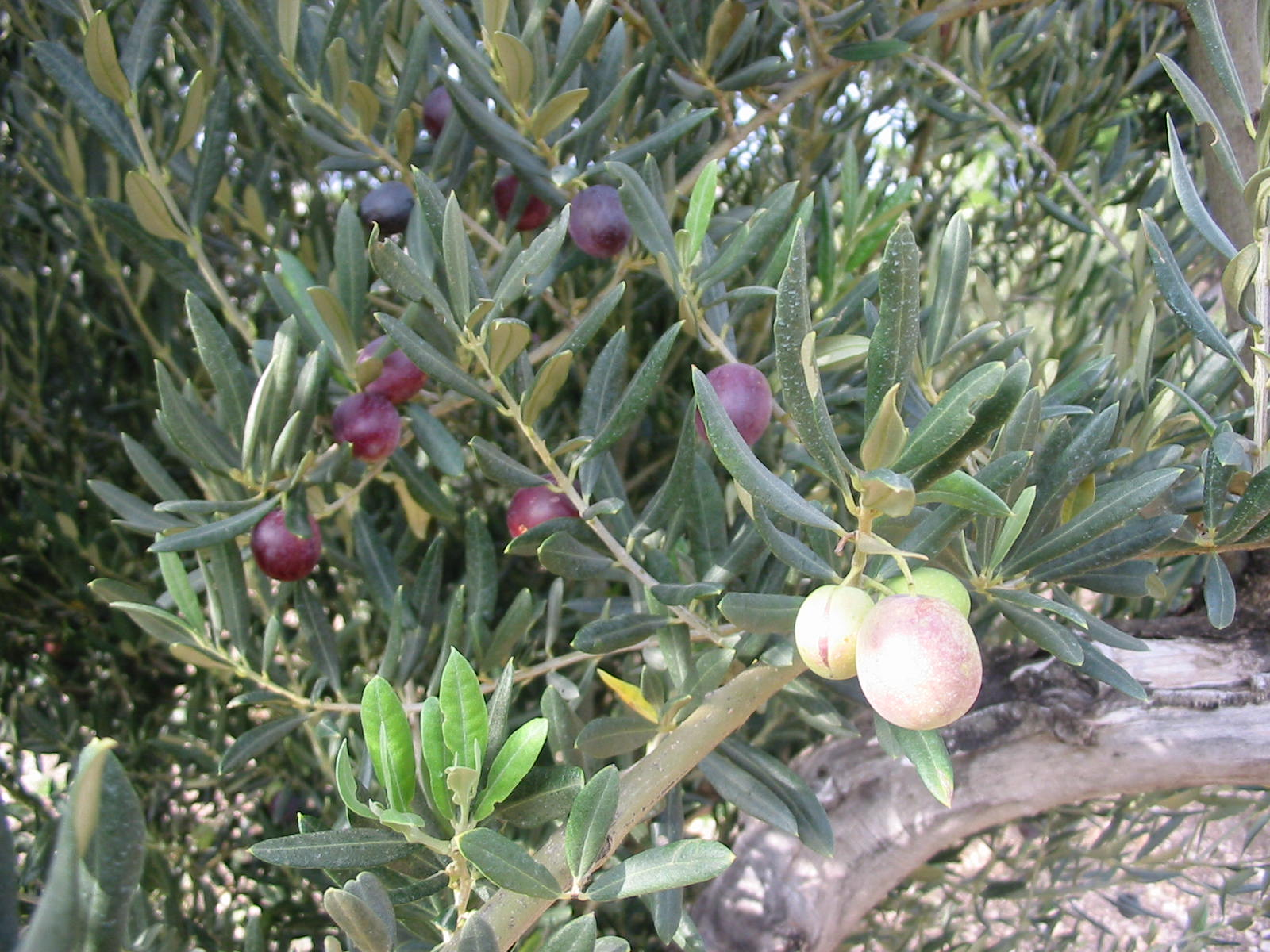
Cultivar grossane greffé sur un olivier à Mouriès